# 馬場彰
馬場 彰（ばば あきら、1945年12月 - ）は、日本の英語学者。東京外国語大学名誉教授。英語学、英語統語論研究が専門。

## 来歴
1968年3月、東京外国語大学外国語学部英米語学科卒業、1971年3月、東京大学大学院人文科学研究科英語英文学専門課程修士課程修了、1974年3月、同博士課程単位取得満期退学。
1968年4月～1971年5月、早稲田大学政経学部助手、1974年4月岡山大学教養部講師、1978年6月、助教授、1980年4月、文学部助教授、1985年4月、東京農工大学農学部助教授、1987年4月、東京外国語大学外国語学部助教授を経て、1996年4月より教授、2002年4月～2005年8月、外国語学部長、2005年9月～2007年8月、理事・副学長。2009年3月、東京外国語大学を定年退職し、4月より、中央大学法学部兼任講師。

## 翻訳
- 煽動の研究―歴史を変えた世論操作 オリヴァー・トムソン 山縣宏光共訳 TBSブリタニカ, 1983
- チョムスキー ジョン・ライアンズ 長谷川欣佑共訳 岩波書店, 1985
- 抗争する言語学 F.J.ニューマイヤー 仁科弘之共訳 岩波書店, 1994
- 現代アメリカ言語学史 松田徳一郎・宗宮喜代子・熊谷智子共訳 英潮社, 1997